# Granat UGD-200
Uniwersalny granat dymny UGD-200 – Polski granat dymny służący do pozoracji ataku chemicznego, ćwiczeń poligonowych, oznaczania pozycji oddziałów itp. Granat UGD-200 może być wyrzucany ręcznie lub wystrzeliwany z RWGŁ-1, RWGŁ-3 lub AWGŁ. Korpus granatu wykonany jest z kartonu.  